# Afade jezik
Afade jezik (affade, afadeh, afada, kotoko, mogari; ISO 639-3: aak), čadski jezik uže skupine Biu-Mandara, koji se govori u Nigeriji u državi Borno i u Kamerunu u provinciji Extrême Nord.
Jezikom se služi 30 000 ljudi iz plemena Afade, od čega 25 000 u Nigeriji

## Vanjske poveznice
- Ethnologue (14th)
- Ethnologue (15th)